# スギノマシン
株式会社スギノマシン（英: SUGINO MACHINE LIMITED CO.,LTD.）は、富山県滑川市に本社を置く、工作機械製造会社である。
1936年に創業し、2016年に創業80周年を迎えた。
全国シェア45%のウォータージェットポンプをはじめ、多種多様な商品を取り扱っている。

## 事業内容
高圧ジェット洗浄装置、超高圧水切断装置、原子力発電所検査保守用機器、湿式・乾式微粒化装置、ドリリングユニット、タッピングユニット、マシニングセンタ、拡管工具･装置、抜管装置、鏡面仕上工具、バイオマスナノファイバー、産業用ロボット等の開発・設計、製造、販売

## 国内拠点
- 事業所・工場：富山県（早月・滑川）、静岡県（掛川）
- 営業オフィス：東京、水戸、富山、掛川、名古屋、大阪、広島、福岡

## 海外拠点
- アメリカ、メキシコ、中国、シンガポール、タイ、インドネシア、インド、フランス、ドイツ
- 他、世界各国に代理店が置かれている。

## 関連会社
- 株式会社スギノダイレクトサービス（名古屋市西区）
- 共立精機株式会社（栃木県宇都宮市）
- Sugino Corp.（アメリカ）
- Sugino Machine Mexico, S.A. de C.V.（メキシコ）
- Sugino Machine France S.A.S.（フランス）
- Sugino Europe GmbH（ドイツ）
- 上海杉野機械有限公司（中国）
- 速技能機械製造（常熟）有限公司（中国）
- Sugino Machine（Thailand）Ltd.（タイ）
- Sugino Machine Singapore Pte. Ltd.（シンガポール）
- PT.Sugino Machine Indonesia（インドネシア）
- Sugino Machine India Private Limited（インド）

## 沿革
HISTORIY 沿革も参照。
- 1936年3月、大阪市東淀川区加島町96番地[2]で空気圧、当時日本国内唯一の水圧チューブクリーナ専門製作工場として創業。社名は杉野クリーナー製作所で、建坪12坪、電動機3馬力、旋盤その他の機械約10台[3]、社員は5名、資本金は6,000円であった[2]。
- 1942年、杉野精油機製作所に社名変更。
- 1943年、鉄意第五七六工場に社名変更（1945年まで）。
- 1945年6月、太平洋戦争による軍の指示のため社長の故郷である魚津に疎開。木製飛行機の工場の一部を借り、終戦後は社名を杉野クリーナー製作所に戻した上で、1951年まで製粉業にも従事し、機械7台を購入して機械化に努めた[3]。
- 1951年3月、友道に鉄骨造98坪の工場が竣工し、魚津町外10か村学校組合立魚津西部中学校（現・魚津市立西部中学校）の前から横に移転[4][5]。
- 1956年4月、株式会社杉野クリーナー製作所となる。資本金480万円、従業員30名弱[6]。
- 1961年1月、中小企業全国合理化工場の指定を受ける。以降1970年まで10年間連続指定された。
- 1962年3月、魚津市本江2410番地に工場（敷地面積約22,000m2、建築面積3,531m2、延床面積4,494m2、鉄筋造り一部2階建て[7]）設置。同年3月21日に落成式挙行[8]。
- 1964年、ジェットポンプによるジェットクリーナー（超高圧ウォータージェット）を発明、主力商品となる。
- 1966年9月22日、研究所が完成[9]。
- 1967年6月5日、滑川市中野島・柳原地内に確保した新工場用地約66,000m2（約2万坪）の協定書に調印[10]。同年中、フランスのニュートマン社と空気工具全般にわたって技術提携し、その生産工場として魚津第二工場を建設した（提携期間終了後は自社開発製品を販売）。
- 1969年9月、滑川工場の起工式（着工は同年11月）[11]。
- 1970年3月20日、滑川市中野島・柳原地内に魚津の約3倍の敷地を持つ滑川工場（建築面積3,343m2、鉄骨ルーフデッキ1階建てALC板壁張り）が完成し、3月25日稼働開始[11][12]。以後、1972年から1975年にかけて工具関係を滑川工場に集約[12]。
- 1971年4月1日、株式会社スギノマシンに社名変更。同時に初代社章も制定[13]。
- 1977年、原子力機器のテストタワー（魚津工場テストタワー）を建設[12]。
- 1986年8月、掛川市長谷地内に掛川工場完成。
- 1992年10月、早月工場起工式[14]。
- 1993年10月、滑川栗山地内に早月工場完成。11月に操業開始。
- 1994年8月、皇太子･同妃が早月工場を視察。
- 1995年9月、スギノメンテナンスサービス株式会社設立。
- 1998年4月、共立精機株式会社をグループ会社化。
- 2002年3月、2001年5月より滑川市栗山にて着工していた早月第二工場が稼働開始。ウォータージェット事業を早月工場に全面移管し、魚津の本社は研究開発に特化させることになった。同時にスギノメンテナンスサービス株式会社を株式会社スギノダイレクトサービスに社名変更。
- 2012年5月7日 - ウォータージェットの実験施設としては当時世界最大級である高さ60mの試験タワー棟および3階建ての技術研究棟を備えた次世代技術センター完成[15]
- 2016年9月29日、創業80周年を機に新ブランド戦略を発表。同時に新たな企業理念やロゴマークを制定[16]。
- 2021年5月25日、滑川市栗山で新工場・微粒テストセンターが竣工・稼働開始。
- 2022年
  - 4月、早月事業所の生産機能の一部を滑川事業所に移転[17]。
  - 10月3日、早月事業所に本社を移転[18]。魚津市の本社跡地は、2025年10月に商業施設『アイタウン魚津』（大阪屋ショップ、無印良品、JINSで構成）が開業する予定[19]。
- 2023年2月1日、滑川事業所の太陽光発電システムを稼働開始[20]。
- 2024年
  - 同年中、富山大学五福キャンパス内学生会館ラウンジのネーミングライツの契約を結び、『スギノマシンラウンジ』とする[21]。
  - 10月1日、本社・早月事業所の第1、第2工場の屋根に設置した太陽光パネル（約5,827m2、年間発電量825MW時〔工場内の使用電力量の約22%〕を見込み）が稼働開始[22]。

## 受賞
- 2011年 産学官連携功労者表彰総務大臣賞：「高圧水駆動カッターの研究開発」
- 2017年 第47回機械工業デザイン賞 日本力(にっぽんぶらんど)賞：「精密部品加工・洗浄一貫対応ライン」
- 2024年度日本機械学会『機械遺産』に、スギノポンプ一号機（1964年に開発）が認定される[23]。

## その他
2024年時点で、フランスで建設中の核融合実験炉（ITER）の保守用工具（ブランケットに接続している配管の切断用工具）を開発している。